# CANT 25
Die CANT 25 ist ein als Flugboot ausgeführtes italienisches Jagdflugzeug des in Triest ansässigen, ehemaligen Unternehmens Cantieri Aeronautici e Navali Triestini (CANT).

## Entwicklung
Die CANT 20 wurde in der zweiten Hälfte der 1920er Jahre für den Einsatz als Bordflugzeug auf den Leichten Kreuzern der Alberto-di-Giussano-Klasse entworfen. Der Erstflug fand 1927 statt, die Einführung der ersten Serienversion CANT 25M erfolgte aber erst 1931. Im Jahr darauf erschien die verbesserte Ausführung CANT 25AR mit verkürzter oberer Tragfläche und klappbaren Flügeln, die statt der Verstrebungen der ersten Ausführung Drahtverspannungen erhielt und für den Katapulteinsatz verstärkt wurde.

## Aufbau
Die CANT 25 ist ein katapultfähiger Doppeldecker in Gemischtbauweise. Der einstufige Bootsrumpf besitzt Längsträger und Querschotts aus Eschenholz, der Rumpfboden wird aus zwei Lagen Mahagoni mit einer Zwischenschicht aus stoffbespanntem Sperrholz gebildet. Die Seitenwände bestehen aus einer Sperrholzbeplankung, die in Höhe der Wasserlinie doppellagig ausgeführt ist. Die einsitzige Pilotenkabine ist nicht geschlossen.
Das Tragwerk der beiden Serienversionen ist unterschiedlich ausgeführt. Während die CANT 25M zweiteilige Tragflächen mit einem Baldachin-Mittelstück besitzt und der Oberflügel eine wesentlich größere Spannweite und Tiefe als der untere aufweist, sind die Flächen der CANT 25AR klappbar und darum dreiteilig ausgelegt und der Oberflügel ist nur unwesentlich länger und tiefer. Bei der 25M bilden zwei äußere V-Streben und je ein ausgekreuztes I-Stielpaar innen den Verbund zwischen oberen und unteren Tragflächen, während dieser bei der 25AR durch je zwei I-Stiele außen und einen innen mit dazwischenliegender Drahtauskreuzung gewährleistet wird. Zwischen den Tragflächen ist auf einem Motorbock die Gondel mit dem zweiblättrigen Druckschrauben-Antrieb und dem Schmierstoffbehälter befestigt; der Kraftstofftank ist im Rumpf untergebracht. Die Tragflächen selbst bestehen aus zwei Holmen und Aluminiumrippen, die mit Stoff bespannt sind. Mit Querrudern ist nur der Oberflügel ausgestattet; diese ziehen sich allerdings über fast die gesamte Flügelhinterkante. An den Außenflächen ist pro Seite ein Stützschwimmer aus Duraluminium angebracht.
Die CANT 25 verfügt über ein Leitwerk aus stoffbespannten Stahlrohrgerüsten mit einer hoch angesetzten und zur Rumpfunterseite abgestützten Höhenflosse. Der untere Teil der Seitenflosse ist mit dem Rumpf in einem Stück ausgebildet, auf den der obere Teil zusammen mit der Höhenflosse aufgesetzt sind.

## Technische Daten
| Kenngröße              | Daten (CANT 25M)                                                          | Daten (CANT 25AR)                                           |
| ---------------------- | ------------------------------------------------------------------------- | ----------------------------------------------------------- |
| Besatzung              | 1                                                                         | 1                                                           |
| Länge                  | 8,75 m                                                                    | 8,75 m                                                      |
| Spannweite             | 12 m                                                                      | 10,4 m                                                      |
| Höhe                   | k. A.                                                                     | k. A.                                                       |
| Flügelfläche           | 29 m²                                                                     | 30,9 m²                                                     |
| Flächenbelastung       | 58 kg/m²                                                                  | 55,3 kg/m²                                                  |
| Leistungsbelastung     | 4 kg/PS                                                                   | 3,9 kg/PS                                                   |
| Flächenleistung        | 14,1 PS/m²                                                                | 14,3 PS/m²                                                  |
| Rüstmasse              | 1215 kg                                                                   | 1276 kg                                                     |
| Startmasse             | 1645 kg                                                                   | 1706 kg                                                     |
| Triebwerk              | ein wassergekühlter Zwölfzylinder-Viertakt-V-Motor                        | ein wassergekühlter Zwölfzylinder-Viertakt-V-Motor          |
| Typ                    | Fiat A 20                                                                 | Fiat A 20                                                   |
| Leistung               | 410 PS (302 kW)                                                           | 440 PS (324 kW)                                             |
| Höchstgeschwindigkeit  | 242 km/h                                                                  | 245 km/h                                                    |
| Marschgeschwindigkeit  | 210 km/h                                                                  | k. A.                                                       |
| Mindestgeschwindigkeit | 90 km/h                                                                   | 88 km/h                                                     |
| Steigzeit              | 2,5 min auf 1000 m 6 min auf 2000 m 10,2 min auf 3000 m 28 min auf 5000 m | 26,5 min auf 5000 m                                         |
| Gipfelhöhe             | 5500 m (erflogen)                                                         | 6200 m                                                      |
| Reichweite             | 450 km                                                                    | 900 km                                                      |
| Bewaffnung             | zwei starre 7,7-mm-Vickers-MG im Rumpfbug mit je 500 Schuss               | zwei starre 7,7-mm-Vickers-MG im Rumpfbug mit je 500 Schuss |